# Timothy Hepp
Timothy Chester Hepp (New London, 4 febbraio 1992) è un giocatore di curling statunitense naturalizzato italiano di Cortina d'Ampezzo, atleta del Curling Club Dolomiti.

## Nazionale
La squadra del Curling Club Dolomiti, dove Hepp gioca, si qualifica di diritto ai challenge per la nazionale italiana junior di curling sia nel 2010 che nel 2011, entrambe le volte però  perde la partita decisiva, trovandosi così esclusa dal diritto di rappresentare la nazionale.

## Campionati italiani
Nelle stagioni 2009/2010 e 2010/2011 Timothy vince il campionato italiano junior di curling con il Curling Club Dolomiti, portando così il club al suo quarto titolo consecutivo.

## Altri tornei internazionali
Nella stagione 2009/2010 partecipa a molti tornei internazionali vincendo il torneo di categoria junior di Urdorf-Schlieren, a Zurigo (Svizzera), conquistando il terzo posto alla Hirschen Cup di Wildhaus (Svizzera) ed il quarto posto alla seconda prova del Grand Prix Junior di Germania disputato a Garmisch-Partenkirchen. Nella stagione 2010/2011 partecipa al torneo internazionale di Lucerna (Svizzera) dove conquista il secondo posto, partecipa poi ad altri tornei non ottenendo però grandi risultati.